# Österdalälven
L'Österdalälven est un cours d'eau de la province de Dalécarlie, en Suède, et un affluent du fleuve le Dalälven. 

## Géographie
D'une longueur d'environ 300 kilomètres[réf. nécessaire], il se jette dans le Dalälven au niveau de la commune de Gagnef.

### Bassin versant
Son bassin versant est de 12 430 km2 de superficie[réf. nécessaire].